# Pomatorhinus swinhoei
Pomatorhinus swinhoei е вид птица от семейство Timaliidae.

## Разпространение
Видът е разпространен в Китай.